# III. Konstantin örmény király
III. Konstantin (1313. április 17. – 1362. december 21./1363. január 3.) vagy más számozás szerint V. Konstantin, örményül: Կոստանդին Դ, franciául: Constantin V d'Arménie, örmény király. III. Hugó ciprusi király és Ibelin Izabella dédunokája, IV. (Neghiri) Konstantin örmény király elsőfokú unokatestvére. Szaven-Pahlavuni-dinasztia neghiri ágának a tagja.

## Élete
Apja Baldvin, Neghir ura, Örményország marsallja és bírája, Konstantinnak, Neghir urának, I. Hetum örmény király legkisebb öccsének és Lusignan Izabella ciprusi királyi hercegnőnek, III. Hugó ciprusi király és Ibelin Izabella lányának az elsőszülött fia.
Édesanyja Mária barbaroni úrnő, Leó barbaroni úrnak, Örményország hadsereg-főparancsnokának, I. Hetum örmény király unokaöccsének a lánya.
1340 körül feleségül vette másodfokú unokatestvérének, Korikoszi Osin örményországi régensnek és második feleségének, Tarantói Johanna özvegy örmény királyné idősebb lányát, Máriát, akitől két gyermeke született, de mindkettő meghalt még kisgyermekkorában.
1344. november 17-én meggyilkolták II. Konstantin örmény királyt, a Lusignan-ház örmény ágának első uralkodóját a legkisebb öccsével, Bohemonddal együtt, aki a későbbi III. Konstantin húgának, Neghiri Eufémiának (1325–1381 után) volt a férje. II. (Lusignan) Konstantin kiskorú gyermekei Konstantinápolyban tartózkodtak, unokaöccsei, többek között a későbbi V. Leó, pedig még szintén kiskorúak voltak, és a puccsisták fogságába kerültek. Ekkor az örmény királyi ház, a Szaven-Pahlavuni-dinasztia nem királyi ágából, a neghiri ágból választottak új királyt III. Konstantin személyében, aki II. Konstantin anyjának, Izabella örmény királyi hercegnőnek volt a másodfokú unokatestvére, bár II. Konstantinnál is jóval fiatalabb volt. A nagy korkülönbség abból adódott, hogy I. Hetum örmény király 35 évvel volt idősebb a legkisebb öccsénél, Konstantin neghiri úrnál, III. Konstantin nagyapjánál.
Uralkodása elején növekvő egyiptomi nyomással kellett számolnia, ezért megegyezést színlelt a pápával, és 1345-ben Sziszben az örmény egyház és a katolikus egyház között megállapodást hozott tető alá az egyesülésről, de sem a pápától nem kapott hathatós segítséget, sem a két egyház uniója nem valósult meg. Az egyiptomiak 1347-ben elfoglalták Ajaszt, majd 1359-ben Adanát és Tarsust is.
1362. december 21-én vagy 1363. január 3-án hunyt el, és halálát majdnem 3 éves interregnum követte, miközben özvegye, Korikoszi Mária királyné uralkodott régensként, aki elődjének, II. Konstantinnak az unokaöccsét, Lusignan Leó trónutódlását támogatta, de végül 1365-ben férjének az elsőfokú unokatestvére, ifjabb Neghiri Konstantin foglalta el a trónt IV. Konstantin néven.

## Gyermekei
- Feleségétől, Mária (1321–1377/1405) korikoszi úrnőtől, 2 fiú:
  - Leó (1338. augusztus 15.[2] – 1357 előtt) örmény királyi herceg és trónörökös
  - Osin (1345 előtt–1356/57) örmény királyi herceg és trónörökös
- (?) Házasságon kívüli kapcsolatából, 1 gyermek:[3]
  - N. (gyermek) neghiri úr(nő), felesége/férje N. N., 2 fiú:
    - Garabied, 1404-ben élt még
    - (?) Konstantin (1376 körül–1424) örményországi úr